# Comcast Center
Comcast Center, cunoscut de asemenea ca Comcast Tower, este un zgârie-nori care se este în prezent în construcție în centrul orașului Philadelphia. Construirea lui este planificată să se încheie în 2007. La finalizare construcției, va deveni cea mai înaltă clădire din Philadelphia și Pennsylvania. Va fi si cea mai înaltă clădire din USA între New York City și Chicago, luând-i acest titlu clădirii Key Tower din Cleveland, Ohio.

## Design
Proiectată de către Robert A. M. Stern, Comcast Center va avea o înălțime de 297 m, 57 de etaje, dintre care închiriabile 56, cu 116 000 m² de birouri și aproximativ 2 136 m² de galerii comerciale. În 2006, clădirea a fost evaluată la 523 milioane de dolari americani.
O parte a clădirii include o nouă intrare în stația de metrou a Southeastern Pennsylvania Transportation Authority, cu o grădină de iarnă acoperită cu sticlă cu o înălțime de 36.5 m. Printre alte caracteristici ale clădirii se pot menționa:

Imagine din iulie 2006, a viitorului turn Comcast Tower

- mai multe atriumuri de 3 nivele dispuse pe partea sudică a clădirii
- un parc public cu o suprafață de 2000 m²
- extinderea galeriei comerciale subterane
- un food court cu 500 de locuri
- un garaj subtern cu 120 de locuri private
- o nouă intrare către Biserica Presbiteriană de pe Arch Street
- design sustenibil cu scopul de a obține clasificarea LEED (Leadership in Energy and Environmental Design) din partea U.S. Green Building Council
- urinale fără apă

Proiectul s-a numit inițial One Pennsylvania Plaza.  Totuși, când Comcast care își are sediul central în Philadelphia, a închiriat pentru o perioadă de 15 ani și jumătate, 81 104 m² dispuși pe 39 de nivele - întregul proiect a fost denumit după numele acestei companii.

## Proprietate
Clădirea a fost începută de către Liberty Property Trust din Malvern, Pennsylvania.  Printr-o mișcare controversată, guvernul statului Pennsylvania a contribuit cu $30 de milioane de dolari pentru spațiile publice ale clădirii.  În 2006, Liberty Property Trust a vândut 80% din participația sa către CommerzLeasing & Immobilien AG, o companie germană, filială a Commerzbank AG.  Liberty va continua să opereze Comcast Center sub forma unui joint venture cu Commerzbank. Partea de 80% deținută de CommerzLeasing & Immobilien AG se va alătura unui fond închis, vândut în Germania de către altă filială a Commerzbank, Commerz Fonds Beteiligungen, CFB.